# La pazza di Chaillot
La pazza di Chaillot (La Folle de Chaillot), a volte tradotto come La folle di Chaillot, è un'opera teatrale del commediografo francese Jean Giraudoux, scritta nel 1943 e portata al debutto a Parigi nel 1945.

## Trama
Nel quartiere parigino di Chaillot, un gruppo di affaristisi incontrano al caffè "Chez Francis". I quattro pianificano di scavare un pozzo petrolifero sotto Parigi, un piano che fa inorridire la Contessa Aurélie, un'eccentrica signora con una visione rosea del mondo. Aurélie decide di opporsi al loro piano con l'aiuto dei suoi amici: un cantante di strada, una fioraia, l'uomo delle fogne, lo straccivendolo e altri sognatori come le sue amiche di lunga data Constance, Gabrielle e Josephine. Grazie all'odore del petrolio, attirano gli uomini d'affari nella cantina di Aurélie da cui non usciranno mai più.

## Storia delle rappresentazioni
Giraudoux scrisse la pièce per Marguerite Moreno, che interpretò il ruolo in occasione della prima a Parigi nel 1945. La prima ebbe luogo a un anno dalla morte dell'autore e la commedia fu portata in scena dai suoi storici collaboratori, tra cui Louis Jouvet, tornato apposta dagli Stati Uniti per interpretare lo straccivendolo, il compositore Henri Sauguet e il costumista e scenografo Christian Bérard. 
Con le sue tematiche ecologiste e sociali, il testo si rivelò profetico ed entrò a pieno titolo nel repertorio francese del Novecento. Il ruolo di Aurélie, in particolare, ha attirato interpreti di eccezione come Edwige Feuillère, Annie Ducaux, Madeleine Robinson e Anny Duperey nell'edizione portata in scena per il centenario della Comédie des Champs-Élysées nel 2013. In Italia è stata particolarmente apprezzata l'interpretazione di Sarah Ferrati per la regia di Giorgio Strehler nel 1954 e poi ancora in una riduzione televisiva del 1961 per la regia di Sandro Bolchi.
La commedia fu portata in scena con enorme successo a Broadway nel 1948, rimanendo in cartellone per 368 rappresentazioni fino al gennaio 1950; Martita Hunt ottenne grandi apprezzamenti per la sua interpretazione nel ruolo di Aurélie, tanto da vincere il Tony Award alla miglior attrice protagonista in un'opera teatrale.

## Adattamenti
Nel 1969 Bryan Forbes e John Huston diressero l'adattamento cinematografico La pazza di Chaillot, basato sulla traduzione in inglese di Maurice Valency e con Katharine Hepburn nel ruolo della protagonista.
Nello stesso anno una riduzione per il teatro musicale, Dear World, con una partitura di Jerry Herman e libretto di Jerome Lawrence e Robert E. Lee, fu portata in scena a Broadway con scarso successo, anche se per la sua interpretazione nel ruolo della protagonista Angela Lansbury vinse il Tony Award alla miglior attrice protagonista in un musical.